# Grant County, Indiana
Grant County är ett county i delstaten Indiana, USA, med 70 061 invånare. Den administrativa huvudorten (county seat) är Marion.

## Geografi
Enligt United States Census Bureau har countyt en total area på 1 074 km². 1 072 km² av den arean är land och 2 km² är vatten.

### Angränsande countyn
- Huntington County - nordost
- Wells County - nordöst
- Blackford County - sydöst
- Delaware County - sydost
- Madison County - syd
- Tipton County - sydväst
- Howard County - väst-sydväst
- Miami County - väst-nordväst
- Wabash County - nordväst